# Good Evening
Good Evening je první studiové album americké zpěvačky Nite Jewel. Původně bylo vydáno nezávisle v roce 2008, později bylo vydáno ve větším množství společností Secretly Canadian. Spolu se zpěvačkou jej produkoval její manžel Cole M. Greif-Neill. Kromě devíti autorských písní deska obsahuje také coververzi písně „Lover“ od anglické kapely Roxy Music. Píseň „Suburbia“ zazněla ve filmu Greenberg (2010) režiséra Noaha Baumbacha.

## Seznam skladeb
| Pořadí | Název                             | Autor                           | Délka |
| ------ | --------------------------------- | ------------------------------- | ----- |
| 1.     | Bottom Rung                       | Nite Jewel                      | 2:33  |
| 2.     | Suburbia                          | Nite Jewel                      | 2:32  |
| 3.     | What Did He Say                   | Nite Jewel, Cole M. Greif-Neill | 4:25  |
| 4.     | Weak for Me                       | Nite Jewel, Cole M. Greif-Neill | 3:34  |
| 5.     | Heart Won't Start                 | Nite Jewel                      | 2:51  |
| 6.     | Universal Mind                    | Nite Jewel                      | 2:12  |
| 7.     | Artificial Intelligence           | Nite Jewel                      | 3:48  |
| 8.     | Let's Go (The Two of Us Together) | Nite Jewel                      | 3:15  |
| 9.     | Chimera                           | Nite Jewel                      | 3:41  |
| 10.    | Lover                             | Bryan Ferry, Phil Manzanera     | 4:17  |